# 人工耳蜗

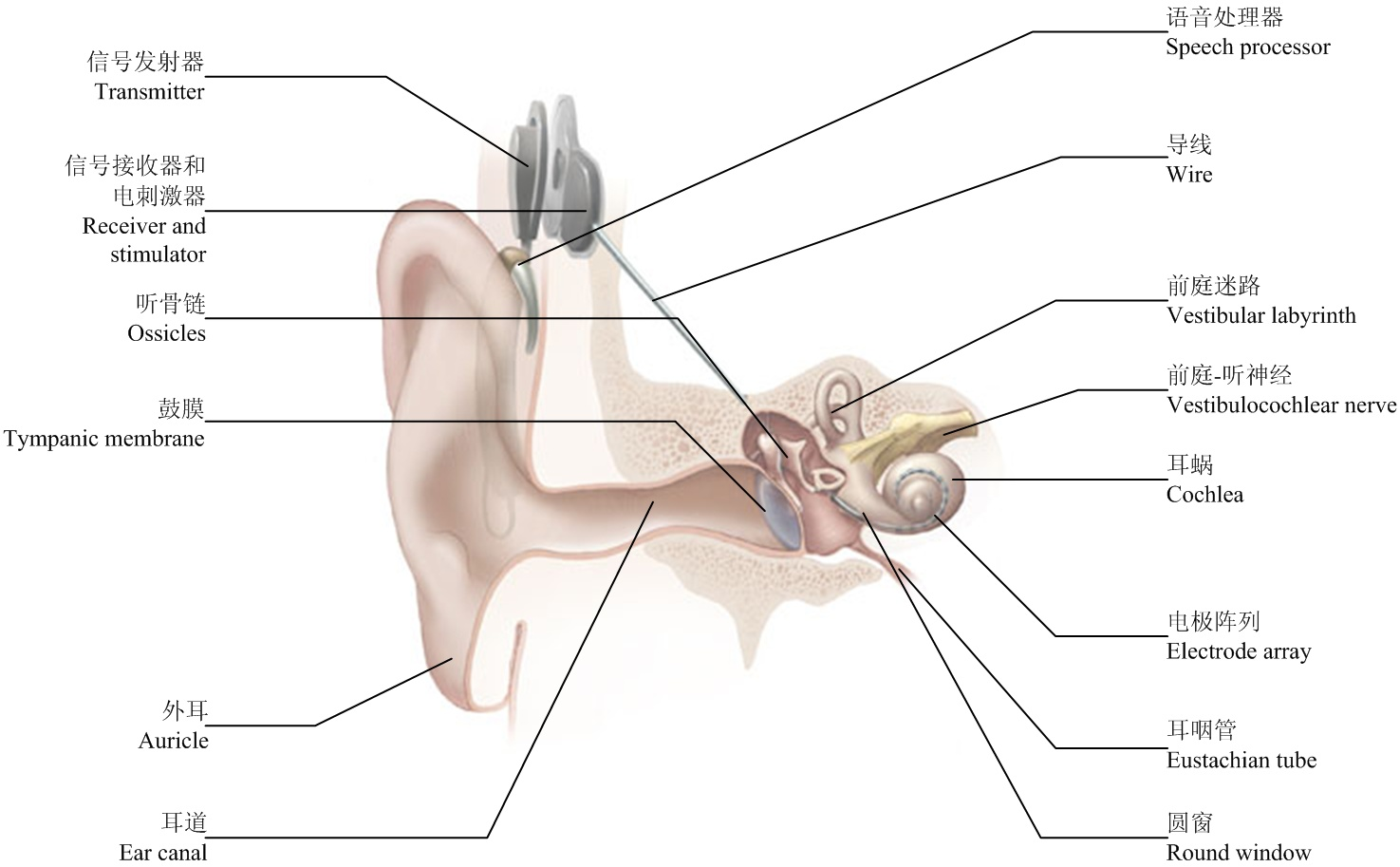
人工耳蜗解剖示意图（点击看大图）。

人工耳蜗，亦称为人工电子耳，是一种植入式听觉辅助设备，其功能是使重度失聪的病人（聋人）产生一定的声音知觉。与助听器等其它类型的听觉辅助设备不同，人工耳蜗的工作原理不是放大声音，而是对位于耳蜗内、功能尚完好的听神经施加脉冲电刺激。大多数人工耳蜗设备由植入部分和体外部分组成。体外部分由麦克风、语音处理器以及用于向植入部分发送指令的信号发射器组成。植入部分由信号接收及解码模块、刺激电极阵列组成。
虽然当前的人工耳蜗技术并不能完全恢复或重建正常听觉，但是它能够在一定条件下有效地帮助聋人听见环境声响，以及听懂语音对话。实现以上目标的一个重要环节是植入人工耳蜗后的训练。全世界佩戴人工耳蜗的病人数目已达十万，其中半数为儿童；半数为成年人。人工耳蜗的佩带者绝大多数在发达国家，主要原因是这种装置及其植入手术和术后治疗的昂贵开销。例如，墨西哥到2000年为止只有55起人工耳蜗植入（Berruecos 2000）。
从社会角度来说，人工耳蜗技术的出现再度引发了一个世纪之久的聋人社群与医疗专业人士之间的对立关系的争辩。一方面，听力師、语言治疗师、外科医师、语后失聪的聋人以及耳聋儿童的父母等社群广泛接受了人工耳蜗；另一方面，该疗法在聋儿的应用也遭到了聋人社群的强烈反对。

## 历史
早在1790年，伏打率先发现了电刺激听觉系统产生声音感觉的现象。他将两个金属杆置于自己的双耳中，加以50伏特的电压，产生了“摇晃的感觉以及听到了像煮沸的浓汤一样的声音”。此后，类似的实验时有发生。直到20世纪初，电子音响放大式助听器出现。
用电极对听神经施加电刺激的最早案例由法国和阿尔及利亚籍外科医师André Djourno和Charles Eyriès完成。在一个外科手术进行的过程中，他们将电线与神经连通，通以电流后病人报告听到了“像赌博轮盘”或者“像蟋蟀鸣叫”一样的声音。
1961年，美国医生威廉·豪斯将上述Djourno的论文翻译成了英文，研制了类似的设备并将其植入了三个病人体内。1969年，House与Jack Urban协力开发出了第一款可穿戴式的人工耳蜗。House的这款人工耳蜗仅有一个电极，只为辅助读唇。二十世纪七十年代，位于澳大利亚墨尔本的学者Graeme Clark教授，奥地利维也纳大学的歐文·侯和麥雅教授和其妻子英格伯·侯和麥雅分别研发出了可在电刺激耳蜗的多个部位的设备。1977年，世界上第一台多通道人工耳蜗在奥地利维也纳进行了植入。順帶一提，曾參與水星計畫的太空人艾倫·雪帕德與豪斯醫生出生日期其實只差了兩個禮拜。當艾倫·雪帕德因美尼爾氏綜合症導致無法繼續太空人的生涯時，正是豪斯醫師替艾倫·雪帕德施行手術，讓後者得以繼續太空人的生涯。當艾倫·雪帕德於完成阿波羅十四號任務後接受眾人的歡呼時，艾倫·雪帕德卻是將這榮耀獻給當嘉賓的豪斯醫師夫婦。
美国食品药品监督局于1984年批准了人工耳蜗在美国在临床中用于成人，并分别先后于1990年、1998年和2002年将病人年龄下限降低到了2岁，18个月和12个月。目前人工耳蜗植入病人的年龄下限，在特殊情况下可达4个月（国际范围内）或6个月（美国境内）。截止2006年，在中国北京上海最好的医院中，目前可以对年龄为8个月的婴儿进行手术【截止到2010年】，全世界最年幼的人工耳蜗使用者仅5个月（163周日），位于德国。
二十世纪九十年代，随着微电子技术的进步，人工耳蜗原先臃肿的体外部分变得越来越小。时至今日（2006年），大多数学龄聋儿所佩戴的人工耳蜗的体外部分都和电子助听器差不多大，基本可以隐藏在耳后。不过由于幼龄儿童的耳朵较小，而且可能玩弄坏体外部分，所以专门用于幼儿的语音处理器通常放在背部的小包里面（体配机佩戴方式）或者衣服领子里面（衣领式佩戴方式），并且通过电线与位于头部的麦克风和信号发射器相连。
目前双耳式人工耳蜗已经实现，医生在较短的时间内分别对两只耳朵分别进行人工耳蜗手术，这种人工耳蜗的优点是可以恢复或改善被植入者的声音定位能力。研究表明，人工耳蜗使用者的听力较单耳式的为佳，而且其声音定位能力也确实比较强。目前全世界有约3000名双耳式人工耳蜗使用者，其中包括1600名儿童。普遍认为双侧耳蜗的效果优于单侧耳蜗，但是在中国大陆，单侧耳蜗的价格已经非常昂贵，双侧耳蜗绝非一般家庭承受的，因此国内95%以上都是单侧耳蜗，根据家长的反馈，单侧耳蜗的儿童依然可以获得良好的听力效果，与双侧耳蜗相比差距并不是非常显著。
对于某些听力损失情况为“低频损失小，高频损失大”（即高频陡降型）的人来说，佩戴声电联合技术的产品可以更有效地帮助其听到声音，这项技术完美的将助听器和人工耳蜗结合在一起，当声音处于低频段时，助听器发挥作用，而声音处于高频段时，人工耳蜗发挥作用，这样可以利用患者所残留的良好听力，但是在价格方面这种技术的产品也是最贵的，因为它基本上是一个人工耳蜗+一个高档助听器的价格。
目前，各家耳蜗公司都在积极研制全植入方式的耳蜗，将人工耳蜗的全部组件都植入皮下组织，从而在外观上与正常人没有任何差别，但根据澳大利亚的三名测试者反馈，在植入该产品后，能听到一些来自身体内部的声音，例如血液的流动，皮肤头发的摩擦声等等，让人无法忍受，只好重新手术将该产品取出。

## 人工耳蜗的结构
人工耳蜗植入部分通过外科手术固定于耳后的皮肤之下。其主要部件包括：
体外部分
- 麦克风。
- 语音处理器。其功能是利用电子滤波等技术，突出麦克风拾取的声音中的重要部分（例如语音），并将经过处理的电子音响信号送到信号发射器。
- 信号发射器。通常是一个位于外耳后部的电磁装置，将经过处理的电子音响信号通过电磁耦合发送给体内部分。

植入部分（或称体内部分）
- 信号接收及解码模块。此模块固定于皮下，将接受到的信号转化成驱动电极的电脉冲，通过电线将此电脉冲传送到刺激电极。
- 刺激电极阵列。目前的人工耳蜗最多包含22个电极，电极置于耳蜗内刺激听神经。听神经直接向脑发送声音信息。

## 人工耳蜗的适用范围
人工耳蜗植入是否成功取决于诸多因素。人工耳蜗医疗中心在决定一位病人是否适合接受人工耳蜗植入时，会综合考虑以下这些因素：
1）病人听力病史；
2）失聪（耳聋）的病因；
3）残存听觉；
4）残存的语音理解力；
5）整体健康状况；
6）家人对于帮助病人听觉康复的决心和责任心，等。
一个合适的人工耳蜗使用者应该满足以下这些条件：
- 双耳重度感觉神经性耳聋（Sensorineural hearing loss, SNHL）。对于听力损失为多少分贝才能使用人工耳蜗，这一点在医学界存在争论，在欧美等发达国家，因为有着良好的社会福利和保险，通常对于80分贝以上的听力损失就建议做人工耳蜗。
- 听神经完好且功能正常。通常是这样认为的，但是根据一些听神经不正常仍然做人工耳蜗的孩子家长反馈，人工耳蜗仍然能给孩子带来良好的听力效果，这一点上可以与专业医生沟通讨论，确定听神经的损伤程度。
- 失聪时间不太长。
- 若为成年人，应具备比较好的语言交流能力；若为婴幼儿，其家人必须志愿在孩子植入人工耳蜗后努力帮助其养成语言能力。
- 所有其他类型的听觉辅助设备无济于事。
- 病人没有忌外科手术的健康状况。
- 病人本人志愿恢复自己的听觉。
- 病人及其家人的对听觉康复程度的预期不太苛刻。
- 病人本人有来自家人和朋友的支持。

### 耳聋（失聪）的类型
耳聋可分为感音神经性耳聋和传导性耳聋。
轻度或中度感觉神经性耳聋患者一般只需要佩戴助听器即可，不需要使用人工耳蜗。原因在于，人工耳蜗是一种手术，当人工耳蜗植入完毕后，声音信息不再通过外耳道和中耳，而是被人工耳蜗的麦克风拾取，并且通过处理后被传送到植入部分的刺激电极上。
需要指出，人工耳蜗使用者的听神经一般须完好且功能正常。如果听神经病变或损伤程度过于严重，人工耳蜗将无济于事。然而不排除一小部分患有严重的听神经病变的病人能够从人工耳蜗受益。

### 使用者的年龄问题
人工耳蜗的使用者可以分为语后成年人和语前儿童两大类。这两类使用者在需求和治疗效果上有较大差别。历史上，人工耳蜗最早成功应用于在学会说话后失聪的成年人，可以使他们在一定程度上恢复对语言和一些其他类型声音的理解能力。但是，如果失聪时间过长，病人的脑掌管听觉的部分可能已经变作掌管其它功能。这类病人如果使用人工耳蜗，他们起先所听见的声音将会与正常听觉差别很大，脑经常需要一段时间来重新适应听觉信息。
在老年人植入人工耳蜗前，必须认真掂量外科手术的副作用和人工耳蜗的益处。随着人工耳蜗设备的不断改良（尤其是语音处理器软硬件的改良），现在人工耳蜗的益处常常被认为超过外科手术的副作用，尤其是对于失聪时间不长的老年人。 （页面存档备份，存于）
语前婴幼儿是人工耳蜗的一个重要用户群体，他们的家长希望孩子长大以后可以具备较好的口头语言交流能力。研究表明，较早（幼于2周岁）接受人工耳蜗植入的案例成功的概率较之较晚植入的案例要高。不过，语言能力形成的过程在青春期之前都未完全中止，所以在青春期之前植入人工耳蜗，都可能对语言能力的改善产生一定的益处。
在中国大陆的聋儿康复界，一直提倡“三早”，早发现早治疗早康复。从年龄上来讲，普遍认为，如果极重度耳聋的孩子能在一岁时植入人工耳蜗，无须进入语训机构，只需要家长进行科学有效的家庭训练即可，这样的孩子三岁左右即可以进入的正常幼儿园上学。超过三岁以后植入人工耳蜗，如果术前通过配带助听器有良好的听力和语言基础，术后也可以取得不错的效果。三岁以上也没有戴过助听器的儿童做人工耳蜗后，必须在专业的语训机构经过老师和家长的艰苦努力配合，才能取得良好的效果，其康复过程会比较艰难。

## 外科手术、术后治疗和长期影响
人工耳蜗的植入手术在全身麻醉下进行，一般需要1.5到5小时，一般属于急诊手术。手术完成后，病人一般要继续住院四到五天。
该手术的风险和可能的副作用包括：
1）皮肤感染；
2）造成耳鸣；
3）损坏前庭系统；
4）损坏面神经，导致面部肌肉无力。
过去曾经有人认为人工耳蜗会摧毁病人的残存听觉，但是新近的研究表明并非完全如此。有经验的手术专家可以做到保留残存听力，虽然日后可能会出现能够治愈耳聋的生物学疗法，但是这些疗法尚无法预期，而聋儿正处在语言发育的关键期，因而，双耳式人工耳蜗正在日益受到推崇，尤其是对于儿童而言。
人工耳蜗不能起到立杆见影的效果。术后治疗、以及脑对新的声音信息的适应，都需要一段时间。对于先天性耳聋的儿童来说，手术后的听觉训练和语言治疗可能将持续数年之久。不过对于在婴儿期植入人工耳蜗的儿童来说，在他们达到学龄时一般就已经形成了满意的口头语言交流能力。很多医生学者认为，家人的支持和参与，以及帮助儿童养成语言能力的努力，甚至比医学治疗本身更为重要。

### 美國
2003年，美国疾病防控中心（CDC）和美国食品药品监督局（FDA）发布了关于使用人工耳蜗的儿童更易患细菌性脑膜炎（Reefhuis 2003）。许多其他的人工耳蜗用户、听觉专家以及外科医师也曾报告，当中耳感染导致中耳液体驻留时，人工耳蜗会受到影响，导致使用者暂时失去听觉。
人工耳蜗还有一些与听觉无关的影响。例如，佩戴人工耳蜗者往往回避有身体接触的体育运动，原因是猛烈碰撞可能损坏植入部分，造成麻烦。人工耳蜗的生产者也警告使用者回避水肺潜水（SCUBA diving），原因是水下的压力可能损坏设备。不过，娱乐性潜水通常抵达的深度的压力一般不足以产生此类损坏。在潜水、游泳或淋浴之前，体外部分应该事先关闭。一些品牌的人工耳蜗不能耐受较强的磁场环境，所以其使用者不能接受磁共振成像（MRI）检查。不过FDA新近批准的一些人工耳蜗品牌中，有一些可与一定磁场强度的磁共振成像设备。另外，人工耳蜗的电极所施加的电流刺激可能对其周边的神经组织有良好的作用。

### 香港
聽障運動員何念澄患有先天性嚴重深度聽障，並且隨時可能惡化，甚至完全失聰。如果接受人工耳蝸手術，他將不得不停止所有劇烈運動，包括他最愛的跆拳道。而且，手術風險很高，甚至可能導致死亡。目前，何念澄的學生中有超過100名健聽小朋友，還有約20名聽障小朋友參加他教授的興趣班。
不過，聽障學生學習拳術時還有另一個考慮因素——人工耳蝸。為了避免危險，接受人工耳蝸手術的聽障學生必須避免被打到頭部，但有些人難以控制力度，因此聽障小朋友大多學習打套路，而非搏擊。戴著助聽器的何念澄示範道：「『接接接』（較高頻的音），我聽不見。」人工耳蝸有助於聽見更多環境聲音，但他從未考慮進行手術，只希望能繼續打搏擊。。

## 价格
在美国，人工耳蜗的医疗开销在15000至40000美元之间。该价格包括术前评估、外科手术、设备（硬件）价格、以及术后康复。在美国，该开销的一部分可以由健康保险承担。在一些有全额健康保险（Universal health care）的发达国家，人工耳蜗的使用率比美国要高。例如在澳大利亚、丹麦和挪威，约80%到90%的聋儿使用人工耳蜗。
在中国大陆，国家已经开展了针对聋儿的人工耳蜗救助项目，免费给聋儿实施人工耳蜗手术，帮助上千名儿童重新返回有声世界，但是对于每年四万名新生聋儿的中国，数量还远远不够。很多家庭自费给孩子佩戴人工耳蜗，人工耳蜗本身费用在17-27万元人民幣之间不等，手术费大约1万元人民幣，术后的康复费用与当地康复机构的收费水平有关。

## 有效性
人工耳蜗只是一种听觉假体，并不能“治愈”耳聋或其他听觉障碍。今天的人工耳蜗可以相当满意地模拟真实所闻的声音，以至于许多佩戴人工耳蜗的儿童或者失聪历史不长的成年人和轻度听觉障碍的情况差不多。儿童在接受人工耳蜗植入，并经过电刺激强度调整之后，一般可以听见15分贝声强级（dB SPL）的声音（轻声耳语的声响）。
一些接受人工耳蜗植入的病人认为人工耳蜗非常有用，但是也有极小一部分病人觉得使用人工耳蜗的效果还不如不用。对于具备语言能力后失聪的成年人来说，人工耳蜗往往能非常有效地恢复理解语音的能力。失聪历史越短，效果就越好。
英国国会成员Jack Ashley于1994年在70岁时接受了人工耳蜗植入，当时他已经失聪25年。植入后，他能够和他所认识的人毫无困难地一对一对话，甚至打电话也没有问题。不过他在接触新的语音或者急促地交谈的时候可能会有困难，仍然需要借助读唇。据他描述，人工耳蜗产生的语音听上去像“得了咽喉炎的机器人”。这种语音听上去很像机器人的原因是电极数量的限制。当前的人工耳蜗最多只有22个电极，而人的正常耳蜗却有约16000个精巧的毛细胞。
尽管如此，很多人工耳蜗使用者发现声音质量是如此之好，以至于他们不再需要借助读唇。美国的一位脱口秀主持人拉什·林博也是人工耳蜗的使用者，他说他的听觉没有任何问题，除了不能听懂新的音乐旋律。
不过一些自幼失聪的成年人工耳蜗用户常常对人工耳蜗的有效性感到不满。聾人機構「龍耳」手語導師朱芷茵19歲時安裝人工耳蝸，她指出第一次戴上人工耳蝸時，聲音非常清晰，但走到街上，人太多、車太多，嘈雜的聲音讓她時常頭痛，而且當聽到聲音後，其他感官也變慢。不过对于那些自幼失聪，但是接受口语教育和助听器声音放大（主要是为了保存其听神经的功能）的成年用户，效果往往不错。
对于幼龄儿童，效果参差不齐。大多数使用人工耳蜗的儿童的听觉都尚可，但是有极小一部分的听神经无法被有效地刺激。一般来说，听神经不良可以在术前检查中被发现，但是仍然有1%的漏查机会。这些听神经无法被电刺激的用户今天可以考虑脑干听觉假体（Auditory brainstem implant）。
一些学者也发现使用人工耳蜗的儿童多数接受口语教育（Oralism），而不是手语教育（Manualism）。根据Johnston（2004），人工耳蜗是造成手语在发达国家日渐式微的诸多社会和科技因素之一。

## 伦理问题
对人工耳蜗的反对声音大多来自聋人社群。这一社群主要由自幼失聪，并且接受手语教育的聋人组成。他们并不认为耳聋是一种需要治愈的疾病，而且为他们从小熏陶其中的视觉文化感到自豪（见聋人文化）。此类意见对立其实已经存在了几百年。直到最近人工耳蜗这一能够将聋儿转变成具有一定程度的听觉的儿童的技术的出现，这一争论被再次点燃。二十世纪八十年代末，聋人社群在美国、澳大利亚、英国、德国、法国、芬兰等许多国家进行了针对人工耳蜗的抗议活动。
由于人工耳蜗在婴幼儿的应用，须及早植入，以赶上脑的听觉发育和语言发育的关键期，所以很多人工耳蜗植入都是在婴幼儿本人具备独立思考和决策能力之前进行的。这种做法遭到了来自聋人社群的强烈反对。他们认为这是在扼杀聋人文化，不顾正常婴幼儿的健康强行实施外科手术，是一些人工耳蜗的生产者和医师在故意夸大人工耳蜗的有效性、低估外科手术的风险。不过，大多数聋儿的家长和医师却不这么认为。
随着人工耳蜗的改良和使用的日益广泛，来自聋人社群的反对声音正在减弱。现在他们认为使用人工耳蜗的儿童应该有机会学习手语。确实已经有一些特殊教育学校成功地集成了口语教育和手语教育。但是很多人认为，使用人工耳蜗的聋儿只有完全融入口语世界，才能在日后的生活内取得成功。
此外，也有一些批评者认为，人工耳蜗改变了聋儿的生活轨迹。他们原先可以享受作为一个聋人的自豪感，以及使用手语这一对于他们来说较为容易的交流方式。但有了人工耳蜗之后，他们却要和其他正常儿童一样在语言交流能力方面受到评价。由于人工耳蜗并不能带来正常的听觉，所以这些儿童可能由于语言交流能力差而产生心理阴影。而人工耳蜗的支持者认为，使用人工耳蜗的儿童在设备调校完毕之后，就可以进入正常人的生活圈子。而且这种调校往往只需要几年，很多儿童在学龄前就可以完成这一过程。

## 人工耳蜗的工作原理
人工耳蜗的工作是基于耳蜗的频率拓扑（Tonotopy）性质。所谓频率拓扑，就是耳蜗的不同部分与不同声音频率的一种规则的对应关系。在正常的听觉系统中，声音的机械震动通过外耳和中耳之后，在耳蜗内部的液体管道内形成一个行波。行波在耳蜗的各处与基底膜（Basilar membrane）发生共振。根据频率的不同，此共振的最大幅度产生在基底膜的不同部位。高频的声音在基底膜靠近底端（即靠近圆窗）的部位产生最大共振幅度，低频的声音的最大共振幅度则产生在基底膜靠近顶端（即远离圆窗）的部位。基底膜的振动带动毛细胞纤毛的振动，产生毛细胞的感受器电位，进而产生听神经的动作电位发放。所以听神经继承了耳蜗的频率拓扑性质。频率拓扑是听觉系统将声音分解成为不同频率成分的一种手段。脑的中枢听觉系统能够根据听神经中不同神经纤维的发放情况判断基底膜的振动情况，进而推断声音的频率成分。
在一些患有感觉神经性耳聋的病人内，毛细胞遭到损伤或者数量减少。这种病变的原因可能是遗传因素、耳毒性药物的作用、一些诸如脑膜炎的疾病的作用、以及遭到过响噪声的破坏。残存毛细胞无法正常地驱动听神经。而人工耳蜗就是绕过毛细胞这一环节，直接对听神经进行电刺激。对于脑来说，这种电刺激的效果就好像是听神经被声音通过正常的基底膜和毛细胞驱动一样。这就是人工耳蜗的基本工作原理。

### 音频处理
人工耳蜗必须对声音进行处理之后，才能产生驱动电极的指令。最简单的处理方法就是按照电极的数目将声音按照频率分块。但是由于多个电极同时通电会造成电极间电流的电荷不平衡，进而造成组织、电极损伤等一些不良影响，所以常常需要使用更加复杂的处理方法。
傅立叶频率分析方法的基本原理是将声音通过若干个中心频率不同的滤波器，并选取这些滤波器的输出峰值来作为驱动电极的指令。这一处理方法的优点是突出语音的时间结构。
特征提取方法旨在突出元音的频谱特征。元音是语音的重要组成部分。元音的频谱由一个基频和一系列共振峰（Formant）组成。不同元音的共振峰频率不同，并遵照一定的规则。特征提取算法就是试图识别语音中的元音，并且通过某些手段在人工耳蜗中突出这些元音的频谱特征。但是由于种种原因，特征提取方法的应用正在逐渐减少。

### 信号发射器
信号发射器通过无线电波与植入部分通信，因而不需要物理连接，降低了发生感染的机会。

### 信号接收器和电刺激器
信号接收器和电刺激器埋藏在颅骨耳后的部位。信号接收器接收来自信号发射器的无线电波，并将其解码为经过处理的声音信息。该信息经过电刺激器的进一步处理成为驱动电极的指令。

### 电极阵列
人工耳蜗的电极阵列基于一种硅胶，其电极是由高导电性的金属，例如铂（白金）制成。电极阵列通过电线与植入部分的其他组建相连，并通过外科手术被塞入到耳蜗深处。耳蜗是一个环绕听神经的螺旋结构。听神经和耳蜗中的基底膜（basilar membrane）一样，具有频率拓扑性质（tonotopy），即空间位置和特征病频率的对应关系。当电流通过耳蜗内的电极时，就在听神经处产生一个电场，使听神经得以兴奋。电极阵列中不同位置的电极通电使病人感觉到不同频率的声音。

### 编程及语音处理器
人工耳蜗必须能够根据个体用户的特性而编程。编程工作须由经过人工耳蜗相关训练的听力学专家（Audiologist）来进行。编程者的主要任务是根据用户所感觉到的响度来设定最低和最高的刺激电流强度，并且选择对用户合适的语音处理算法和参数。

## 生产厂商
截止2005年，世界三大人工耳蜗设备制造厂商是澳大利亚的科利耳公司，美国的高级仿生学公司，和奥地利的MED-EL公司。这三个厂商所生产的人工耳蜗设备非常类似，并没有公认认为哪个厂商的产品更优。这三个厂商的产品在不同使用者之間的表現上皆有著相當廣泛的差異，影響這些差異的因素包括：植入年齡、父母的參與和教育程度、聽力損失的時間長短與原因、電極陣列在耳蝸中的放置位置、耳蝸神經的健康狀況，以及使用者的學習能力。
正因为这三个品牌的性能类似，所以在选用人工耳蜗时经常要考虑其他的一些因素，例如植入體特色、體內體外相容永續性、体外部分的性能、美观性因素、电池寿命、可靠性、厂商的客户服务、解剖学因素以及外科医师对某一品牌的熟悉程度等。

## 大众文化中的人工耳蜗
2000年学院奖提名影片声音与愤怒（Sound and Fury）描写的就是与人工耳蜗有关的文化隔阂。故事的主人公Artinian一家就是聋人文化的一个缩影。他们的两个孩子11岁的Peter和7岁的Heather处在争论的中心。后来，这个家庭中许多原先抵制人工耳蜗的成员都接受了人工耳蜗植入，或者允许他们的孩子使用人工耳蜗，最后甚至成为了人工耳蜗的坚定支持者。
在西方，使用人工耳蜗的著名人物包括英国国会议员Jack Ashley，美国一个保守派脱口秀主持人Rush Limbaugh，英国设计师和印刷商Tony Malone和Heather Whitestone，以及1995年美国小姐。
在电视连续剧“ER”中，Peter Benton之子Reese Benton天生耳聋，并使用人工耳蜗。

### 註腳
1. ↑  .   [2022-02-18]. （原始内容存档于2010-01-07）.
2. ↑  .   [2009-10-26].
3. ↑  .   [2024-12-04].
4. ↑  .   [2024-07-23].
5. ↑  .   [2021-02-11]. （原始内容存档于2021-02-14）.
6. ↑  . advancedbionics.com.   [2021-02-11]. （原始内容存档于2021-02-14）.
7. ↑  . www.medel.com.   [2021-02-11]. （原始内容存档于2021-02-12） （英语）.
8. ↑  Blamey, Peter; Artieres, Françoise; Başkent, Deniz; Bergeron, François; Beynon, Andy; Burke, Elaine; Dillier, Norbert; Dowell, Richard; Fraysse, Bernard; Gallégo, Stéphane; Govaerts, Paul J. . Audiology and Neurotology. 2012-10-19, 18 (1)  [2025-06-09]. ISSN 1420-3030. doi:10.1159/000343189.
9. ↑  Pisoni, David B.; Kronenberger, William G.; Harris, Michael S.; Moberly, Aaron C. . World Journal of Otorhinolaryngology - Head and Neck Surgery. 2017, 3 (4)  [2025-06-09]. ISSN 2589-1081. PMC 5956139 . PMID 29780970. doi:10.1016/j.wjorl.2017.12.010 （英语）.

### 未註腳
- Berruecos, Pedro. (2000). Cochlear implants: An international perspective - Latin American countries and Spain. Audiology. Hamilton: Jul/Aug 2000. Vol. 39, 4:221-225
- Chorost, Michael. (2005). Rebuilt: How Becoming Part Computer Made Me More Human. Boston: Houghton Mifflin.
- Djourno A, Eyriès C. (1957). 'Prothèse auditive par excitation électrique à distance du nerf sensoriel à l'aide d'un bobinage inclus à demeure.' In: La Presse Médicale 65 no.63. 1957.
- Djourno A, Eyriès C, (1957) 'Vallencien B. De l'excitation électrique du nerf cochléaire chez l'homme, par induction à distance, à l'aide d'un micro-bobinage inclus à demeure.' CR de la société.de biologie. 423-4. March 9, 1957.
- Eisen MD (2003), 'Djourno, Eyries, and the first implanted electrical neural stimulator to restore hearing.' in: Otology and Neurotology. 2003 May;24(3):500-6.
- Grodin, M. (1997). Ethical Issues in Cochlear Implant Surgery: An Exploration into Disease, Disability, and the Best Interests of the Child. Kennedy Institute of Ethics Journal 7:231-251.
- Lane, Harlan (1993), Cochlear Implants:Their Cultural and Historical Meaning. In 'Deaf History Unveiled', ed. J.Van Cleve, 272-291. Washington, D.C. Gallaudet University Press.
- Lane, Harlan (1994), The Cochlear Implant Controversy. World Federation of the Deaf News 2 (3):22-28.
- Johnston, Trevor. (2004). W(h)ither the Deaf Community? In 'American Annals of the Deaf' (volume 148 no. 5),
- Lane, H. and Bahan, B. (1998). Effects of Cochlear Implantation in Young Children: A Review and a Reply from a DEAF-WORLD Perspective. Otolaryngology: Head and Neck Surgery 119:297-308.
- Miyamoto,R.T.,K.I.Kirk,S.L.Todd,A.M.Robbins,and M.J.Osberger. (1995). Speech Perception Skills of Children with Multichannel Cochlear Implants or Hearing Aids. Annals of Otology, Rhinology and Laryngology 105 (Suppl.):334-337
- Osberger M.J. and Kessler, D. (1995). Issues in Protocol Design for Cochlear Implant Trials in Children: The Clarion Pediatric Study. Annals of Otology, Rhinology and Laryngology 9 (Suppl.):337-339.
- Reefhuis J, et al. (2003) Risk of Bacterial Meningitis in Children with Cochlear Implants, USA 1997-2002. New England Journal of Medicine, 2003; 349:435-445.
- Spencer, Patricia Elizabeth and Marc Marschark. (2003). Cochlear Implants: Issues and Implications. In 'Oxford Handbook of Deaf Studies, Language and Education', ed. Marc Marschark and Patricia Elizabeth Spencer, 434-450. Oxford: Oxford University Press, 2003.